# Maßholdergraben
Der Maßholdergraben ist ein etwa zwei Kilometer langer linker Zufluss des mittleren Bruckbachs vor Westheim im mittelfränkischen Landkreis Weißenburg-Gunzenhausen.

## Geographie

### Verlauf
Der Maßholdergraben entspringt auf einer Höhe von 508 m ü. NHN am Hang südwestlich von Hohentrüdingen unweit einer Kläranlage und fließt zunächst etwa nach Westen und überquert die Gemeindegrenze zwischen Heidenheim und Westheim. Am Mittellauf nimmt das Gewässer östlich von Westheim einen etwa gleich langen, anscheinend namenlosen Bach auf, der von links und Südosten einmündet, danach fließt er in nordwestliche Richtung durch eine Offenlandschaft im Naturpark Altmühltal. Der Maßholdergraben mündet nach einem Lauf von etwa 2,0 km auf einer Höhe von 443 m ü. NHN nordöstlich von Westheim nahe der Bundesstraße 466 von links bzw. von Südosten in den Bruckbach. Unweit münden auch der Arnbach und der Holzwiesengraben in den Bruckbach. Der Maßholdergraben durchfließt während seines Laufs keine Ortschaften.

### Einzugsgebiet
Der Maßholdergraben entwässert etwa 1,6 km² im Vorland der Südlichen Frankenalb ungefähr nordwestlich zum Wörnitz-Zufluss Bruckbach. Sein Einzugsgebiet grenzt im Norden an das des wenige Schritte zuvor in den Bruckbach mündenden Arnbachs, während hinter der östlichen Wasserscheide die bedeutendere „Westliche“ Rohrach auf Südkurs nach weiter unten in die Wörnitz ihre kleineren Zuläufe sammelt. Jenseits eines Hügelrückens im Süden des erwähnten linken Maßholdergraben-Oberlaufs schließlich läuft der Lothbach ebenfalls zur Wörnitz.
Die zwei Oberläufe entstehen beide am Westabfall der Braunjura-Hügel im Osten des Einzugsgebietes um das auf deren Trauf stehende Hohentrüdingen, wo die steileren Abhängen von Wald bedeckt sind. Sein Westen dagegen liegt in flacherer, völlig offener und meist ackerbaulich genutzter Schwarzjura-Landschaft. Dieser Aufteilung entspricht auch ungefähr die politische mit dem Gebietsanteil des Marktes Heidenheim im Osten und dem der Gemeinde Westheim im Westen.